# Kyrkås socken, Västergötland
För socknen med detta namn i Jämtland, se Kyrkås socken.
Kyrkås socken i Västergötland ingick i Barne härad, ingår sedan 1983  i Essunga kommun och motsvarar från 2016 Kyrkås distrikt.
Socknens areal är 12,16 kvadratkilometer varav 12,14 land. År 2000 fanns här 94 invånare. Sockenkyrkan Kyrkås kyrka ligger i socknen.

## Administrativ historik
Socknen har medeltida ursprung. Den 12 april 1889 ändrades jordebokssocknens namn från Sandbäcken eller Kyrkås till endast Kyrkås. Kyrksocknen har kallats både Kyrkås och Sandbäck.
Vid kommunreformen 1862 övergick socknens ansvar för de kyrkliga frågorna till Kyrkås församling och för de borgerliga frågorna bildades Kyrkås landskommun. Landskommunen uppgick 1952 i Essunga landskommun som 1971 ombildades till Essunga kommun som 1974 uppgick i Vara kommun. Området bröts ut därifrån 1983 för att återuppstå som Essunga kommun med något mindre omfång än kommunen hade till 1974. Församlingen uppgick 2002 i Essunga församling.
1 januari 2016 inrättades distriktet Kyrkås, med samma omfattning som församlingen hade 1999/2000.  
Socknen har tillhört län, fögderier, tingslag och domsagor enligt vad som beskrivs i artikeln Barne härad. De indelta soldaterna tillhörde Västgöta regemente, Barne kompani.

## Geografi
Kyrkås socken ligger i Essunga kommun, ca 7 mil nordost om Göteborg och sydväst om Vara. Socknen är en småkuperad skogsbygd med slättbygd i nordost.
Redan under medeltiden fanns här en kyrkobyggnad. Den var mindre än den nuvarande träkyrkan, som daterar sig från slutet av 1600-talet. En del interiörer som till exempel dopfunten härrör från 1100-talet. 
Utanför kyrkan finns en klockstapel med två kyrkklockor, den äldsta är från 1682 och skänktes av Anna Ståhlman och ryttmästare Måns Hierta. Klockstapeln fick vid senaste renoveringen sin ursprungliga röda färg, som även kyrkan hade en gång i tiden. Här finns också en liljesten från medeltiden. Som offerkyrka har den varit ansedd, vida känd och ryktbar. Man ansåg att böner och förböner, som bads här, hade större förutsättningar att bli hörda än i andra kyrkor, särskilt om man skänkte pengar. Denna sedvänja fanns kvar i folkets medvetande fram till i slutet av 1800-talet. Senaste större renovering av kyrkan skedde 1946, då golvet och taket gjordes om.
I byn finns också en gammal skola, som är ditflyttad från Långared och som idag används som samlingslokal. I anslutning till denna miljö finns både laxfiske och övernattningsställen för besökare genom Bo på Lantgård. 
Strax söder om Kyrkås kyrka ligger Sandbäck. Namnet finns dokumenterat sedan 1540 som Sandbech. Här fanns under första hälften av 1900-talet två affärer och ett mejeri. Ett av Sveriges större lövträdssågverk ligger här men är numera nedlagt.
Strax intill finns bland annat en offerhäll, som tidigare har legat i en intilliggande åker.

## Fornlämningar
Från bronsåldern finns en skålgropssten, vilken är belägen vid vägen mellan Sandbäck och Fåglum. Från järnåldern finns gravar och resta stenar.

## Namnet
Namnet skrevs 1540 Kyrkieåss och kommer från kyrkbyn.